# The Vyne

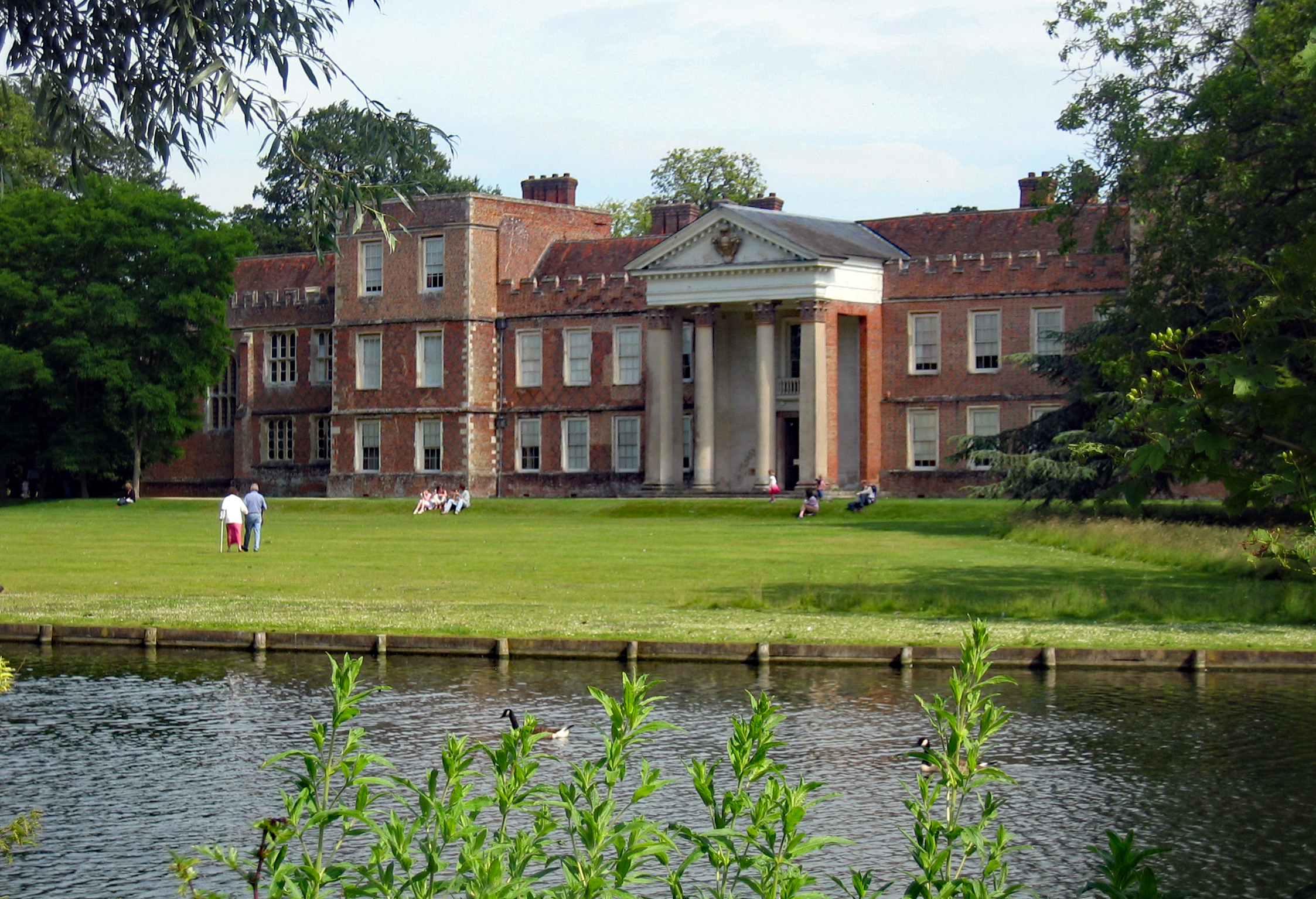
Fachada de The Vyne.

The Vyne é um palácio rural do século XVI, situado à saída de Sherborne St John, Basingstoke, Hampshire, Inglaterra.

## História
The Vyne foi construído por Lorde Sandys (William Sandys, 1º Barão Sandys de The Vyne), Lorde Camareiro do Rei Henrique VIII. O palácio mantém a sua capela Tudor, com vitrais. O pórtico clássico na fachada norte foi acrescentado, em 1654, por John Webb, púpilo de Inigo Jones. Em meados do século XVIII, The Vyne pertencia a John Chaloner Chute, um amigo próximo de Horace Walpole, o qual desenhou a escadaria palladiana, cuja magnífica escala aparente dissimula o seu pequeno tamanho real.

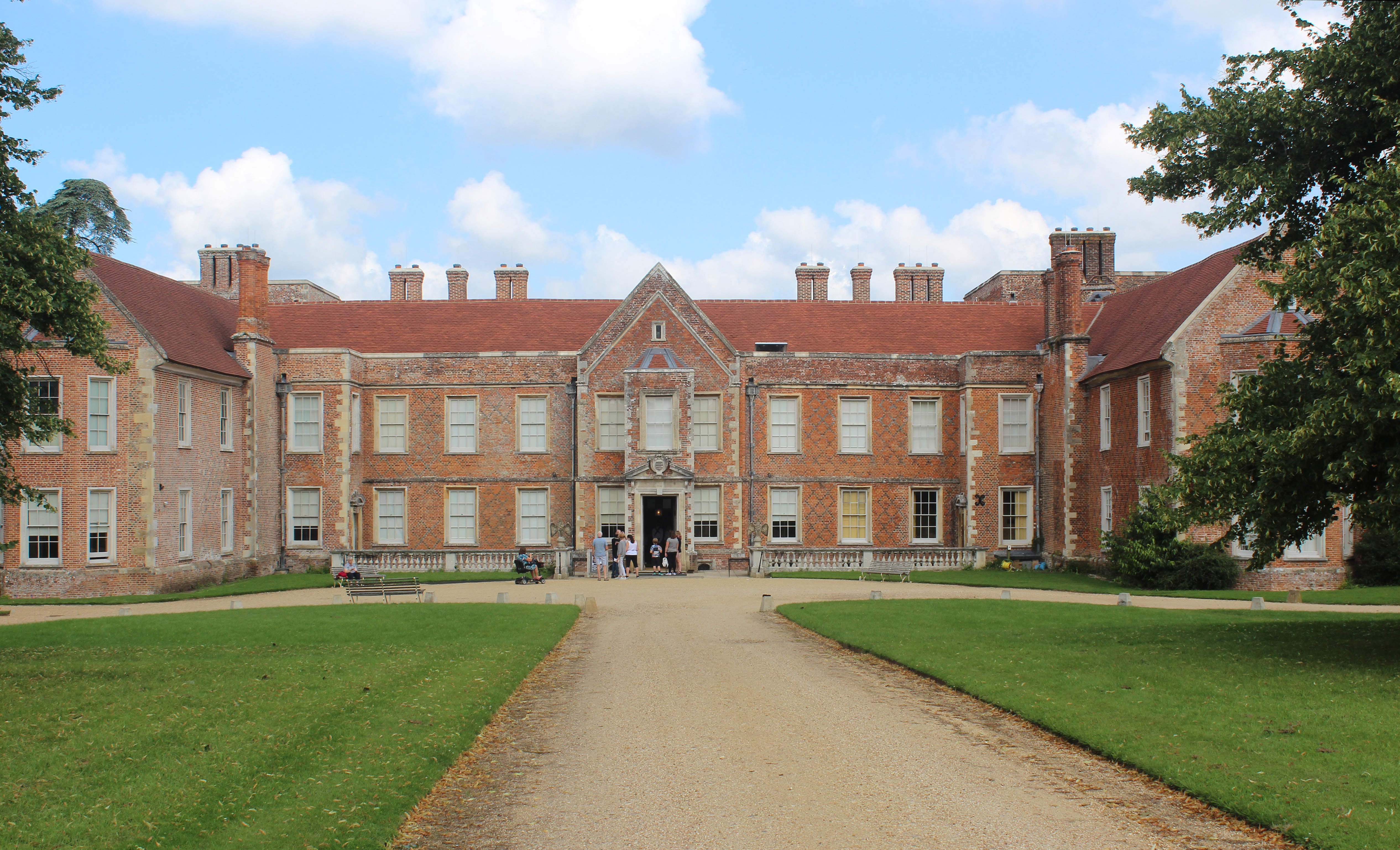
Fachada sudeste com entrada principal.

The Vyne foi legado ao National Trust (Instituto Nacional para Lugares de Interesse Histórico ou Beleza Natural) pelo seu último proprietário da família Chute, Sir Charles Chute, em 1958.
Todos os anos são ali realizados vários concertos, peças e eventos familiares.
Os terrenos contêm um grande bosque e uma zona húmida de nidificação que é povoada por cisnes e cacongos. Existem vários trilhos pedestres por entre os bosques, paúis e parque, incluindo um familiar Woodpecker Trail (Trilho do Pica-pau) e um passeio de arbustos esculpidos. Os cães são adminitos apenas no parque de estacionamento e na Morgaston Wood.